# New Queer Cinema
New Queer Cinema (lit.  "Novo Cinema Queer") é um termo cunhado pela primeira vez pela acadêmica B. Ruby Rich na revista Sight & Sound em 1992 para definir e descrever um movimento no cinema independente com temática queer no início dos anos 1990.
Também é conhecida como Queer New Wave.

## Definição
O termo desenvolveu-se a partir do uso da palavra queer em escritos acadêmicos nas décadas de 1980 e 1990 como uma forma inclusiva de descrever a identidade e experiência gay, lésbica, bissexual e transgênero, e também definir uma forma de sexualidade que era fluida e subversiva da compreensão tradicional de sexualidade. O principal estúdio cinematográfico para discutir essas questões foi apropriadamente chamado de New Line Cinema com sua divisão Fine Line Features. Desde 1992, o fenômeno também foi descrito por vários outros acadêmicos e tem sido usado para descrever vários outros filmes lançados desde a década de 1990. Os filmes do movimento New Queer Cinema normalmente compartilham certos temas, como a rejeição da heteronormatividade e a vida dos protagonistas LGBT que vivem à margem da sociedade.

## História

### Cinema queer
Susan Hayward afirma que o cinema queer já existia há décadas antes de receber seu rótulo oficial, como, por exemplo, com os filmes do criador francês Jean Cocteau (Le sang d'un poète em 1934) e Jean Genet (Un chant d'amour em 1950). O cinema queer está associado ao cinema experimental vanguardista e underground (por exemplo, os filmes de Andy Warhol dos anos 1960). No cinema de vanguarda, há cineastas lésbicas, que deixaram a herança para o cinema queer, notadamente Ulrike Ottinger, Chantal Akerman e Pratibha Parmar. Uma influência importante no desenvolvimento do cinema queer foram os filmes de arte europeus de Rainer Werner Fassbinder dos anos 1970 e 1980, que adicionaram uma "sensibilidade gay e queer" ao cinema (por exemplo, Querelle de 1982, baseado no romance de Genet). Assim como Rosa von Praunheim, que fez mais de 100 filmes sobre temas queer desde o final dos anos 1960 – muitos deles foram exibidos e avaliados internacionalmente. Alguns filmes do diretor são considerados marcos no cinema LGBT. Von Praunheim tornou-se um ícone internacional do cinema queer. Outra influência foi o cineasta brasileiro Héctor Babenco, cujo filme O Beijo da Mulher Aranha, de 1985, retratava um homem preso, que é seduzido por sua colega de cela. Seus filmes também examinaram a relação entre a opressão sexual, social e política, que se tornaria temas-chave do New Queer Cinema.
A identificação do cinema queer provavelmente surgiu em meados da década de 1980 através da influência da teoria queer, que visa "desafiar e impulsionar novos debates sobre gênero e sexualidade" desenvolvidos pela teoria feminista e "confundir essencialismos binários em torno de gênero e identidade sexual, expor suas limitações" e retratam a indefinição desses papéis e identidades. Os cineastas de cinema queer às vezes faziam filmes em gêneros que eram tipicamente considerados mainstream, subvertendo então as convenções ao retratar a "questão do prazer" e celebrar o excesso, ou ao readicionar temas homossexuais ou elementos históricos onde haviam sido apagados por heterossexualização (por exemplo, no filme histórico de Derek Jarman de 1991, Edward II). Os cineastas de cinema queer clamavam por uma “multiplicidade de vozes e sexualidades” e também tinham uma “coleção de estéticas diferentes” em seu trabalho. A questão da invisibilidade lésbica foi levantada no cinema queer, uma vez que mais financiamento foi para cineastas gays do que para diretores lésbicas, como é o caso da indústria cinematográfica heterossexual/mainstream e, como tal, grande parte do cinema queer se concentrou na "construção do desejo masculino". 

### Os artigos de Rich

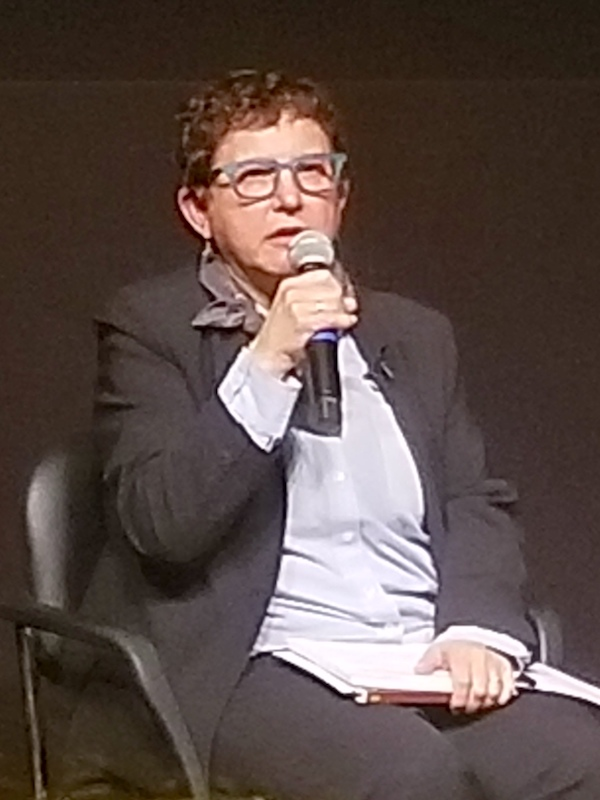
A crítica de cinema B. Ruby Rich cunhou o termo "New Queer Cinema" em 1992.

Em seu artigo de 1992, B. Ruby Rich comentou sobre a forte presença de gays e lésbicas no circuito de festivais de cinema do ano anterior e cunhou a frase New Queer Cinema para descrever um movimento crescente de filmes com temas semelhantes feitos por cineastas independentes LGBT, principalmente na América do Norte e Reino Unido. Rich desenvolveu sua teoria em The Village Voice e Sight & Sound, descrevendo filmes que eram radicais na forma e agressivos na apresentação de identidades sexuais, que desafiavam tanto o status quo da definição heterossexual quanto resistiam à promoção de imagens positivas de lésbicas e gays que havia sido defendido pelo movimento de libertação gay das décadas de 1970 e 1980. Nos filmes do New Queer Cinema, os protagonistas e as narrativas eram predominantemente LGBT, mas eram apresentados invariavelmente como forasteiros e renegados das regras da sociedade convencional, que abraçavam papéis e modos de vida de gênero radicais e não convencionais, frequentemente se apresentando como bandidos ou fugitivos.
Baseando-se nas teorias académicas pós-modernistas e pós-estruturalistas da década de 1980, o New Queer Cinema apresentou a identidade humana e a sexualidade como socialmente construídas e, portanto, fluidas e mutáveis, em vez de fixas. No mundo do New Queer Cinema, a sexualidade é muitas vezes uma força caótica e subversiva, que é alienante e constantemente brutalmente reprimida pelas estruturas de poder heterossexuais dominantes. Os filmes do movimento frequentemente apresentavam representações explícitas e sem remorso da atividade sexual entre pessoas do mesmo sexo que reconfiguravam as noções heterossexuais tradicionais de família e casamento. Embora nem todos se identificassem com um movimento político específico, os filmes do New Queer Cinema eram invariavelmente radicais, pois procuravam desafiar e subverter pressupostos sobre identidade, gênero, classe, família e sociedade.

### Fatores externos

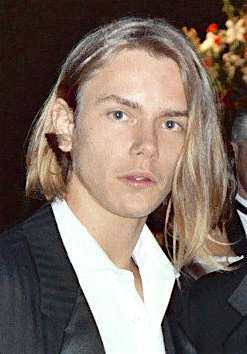
A atuação aclamada pela crítica de River Phoenix como o traficante gay Mikey Waters no filme de 1991 de Gus Van Sant, My Own Private Idaho, ajudou a levar o cinema queer a um público mais amplo.

O documentário de 1991, Paris Is Burning, apresentou ao público mais um domínio subcultural. A diretora Jennie Livingston capturou a realidade dos bares drag de Nova York, e das pessoas de cor que ocupavam esses espaços. Este era um mundo indiscutivelmente subterrâneo com o qual muitos americanos não estavam familiarizados. Excelência estética e extravagância foram cruciais em performances e competições de drag. A dança vogue também foi exibida como central para a experiência drag, influenciando notavelmente a arte da ícone pop Madonna. Figuras do New Queer Cinema como Livingston encorajaram os espectadores a suspender a sua ignorância e a desfrutar da diversidade da humanidade.
Não só estes filmes faziam frequentemente referência à crise da AIDS na década de 1980, como o próprio movimento cinematográfico pode ser visto como uma resposta a ela. O tom e a energia destes filmes refletiam a indignação assertiva das organizações ativistas contra a AIDS na última década. Os vídeos de ativistas contra a AIDS, em particular, tiveram uma forte influência nos temas e imagens do New Queer Cinema, uma vez que muitas das suas figuras notáveis estavam diretamente envolvidas com o ativismo. Estes filmes comentavam o fracasso da administração Ronald Reagan em responder à epidemia de AIDS e ao estigma social vivido pela comunidade gay. Dada a relativa invisibilidade das referências à AIDS na produção cinematográfica de Hollywood, o trabalho do New Queer Cinema foi saudado pela comunidade gay como uma correção bem-vinda a uma história de sub-representação e estereótipos de pessoas LGBT.
Entre os filmes citados por Rich estavam Poison (1991), de Todd Haynes, RSVP de Laurie Lynd (1991), Young Soul Rebels de Isaac Julien (1991), Edward II de Derek Jarman (1991), Swoon de Tom Kalin (1992), e The Living End de Gregg Araki (1992). Todos os filmes apresentam protagonistas e temas explicitamente gays e lésbicas; representações ou referências explícitas e sem remorso ao sexo gay; e uma abordagem conflituosa e muitas vezes antagônica em relação à cultura heterossexual.
Esses diretores realizavam os seus filmes numa momento em que a comunidade gay enfrentava novos desafios decorrentes da crise da AIDS na década de 1980 e da onda política conservadora provocada pela presidência de Ronald Reagan nos Estados Unidos e pelo governo de Margaret Thatcher no Reino Unido. Jarman foi diagnosticado com AIDS em 1986 e morreu em 1994, aos 52 anos. A promoção pública dos direitos LGBT por Jarman o estabeleceu como um ativista influente dentro da comunidade. A política e a teoria queer foram temas emergentes nos círculos acadêmicos, com os proponentes a argumentar que o gênero e as categorias sexuais, como homossexual e heterossexual, eram construções sociais históricas, sujeitas a mudanças com atitudes culturais. Rich observou que muitos filmes estavam começando a representar sexualidades que não eram descaradamente fixas nem convencionais, e cunhou a frase New Queer Cinema.
Outros exemplos importantes do New Queer Cinema incluem o primeiro longa-metragem de uma lésbica negra, The Watermelon Woman (1996), de Cheryl Dunye, e Chun Gwong Cha Sit (1997), do diretor de Hong Kong Wong Kar-wai.

## No século XXI
A partir da década de 2010, vários cineastas LGBT, incluindo Rose Troche e Travis Mathews, identificaram uma nova tendência no cinema queer, na qual a influência do New Queer Cinema estava evoluindo em direção a um apelo mais universal ao público.
Rich, o criador do termo New Queer Cinema, identificou o surgimento no final dos anos 2000 de filmes mainstream com temática LGBT, como Brokeback Mountain, Milk e The Kids Are All Right como um momento chave na evolução do gênero. Tanto Troche quanto Mathews destacaram Concussion de 2013, de Stacie Passon, um filme sobre infidelidade conjugal em que a sexualidade dos personagens centrais é um aspecto relativamente menor de uma história e o tema principal é como um relacionamento de longo prazo pode se tornar problemático e insatisfatório independentemente da sua configuração de gênero, como um exemplo proeminente da tendência. O filme francês La vie d'Adèle, que ganhou a Palma de Ouro no Festival de Cinema de Cannes de 2013, também foi apontado como um exemplo notável. Mais recentemente, os vencedores do Oscar de Melhor Filme, Moonlight e Everything Everywhere All at Once, se destacaram por retratar personagens queer em evidência.